# Моанда
 Тази статия е за града в Демократична република Конго.  За града в Габон вижте Моанда (Габон).  
Моанда̀ (на френски: Moanda) е град в западната част на Демократична република Конго със статут на територия в границите на град Бома, провинция Централно Конго. Населението му е 74 397 жители (по приблизителна оценка от 2004 г.).
Разположен е на Атлантическия океан, на десния бряг на естуара на река Конго. Моанда заема целия атлантически бряг на страната, достигайки на север до анголския ексклав Кабинда. Въпреки това най-големите пристанища на Демократична република Конго са Бома и Матади, разположени навътре в естуара, позволяващ достъп на големи кораби.